# Патронна кутия
Патронна кутия – използвана при картечниците кутия, в която се съдържа патронната лента за снабдяването и с боеприпаси. Позволява компактно поместване на патроните и пренасянето на ръка на по-голямо тяхно количество. Съгласно ГОСТ 28653 – 90 Оръжие стрелково. Термини и определения: „кутия за поместване на патрони за стрелковото оръжие, снаряжени в патронна лента, подавани от нея при стрелба с картечница“.

## История
Първите патронни кутии са високи тесни кутии без капак, в които „змиевидно“ е поставена картечната лента. Но такова просто приспособление, независимо от неговата компактност, не изключва възможността за закачване на звената на лентата и нейното разкъсване.

## Предимства
- Позволява по-компактно да се подреждат и пренасят патроните.

## Недостатъци
- По-голямо тегло, отколкото лентата за картечница.
- Трудно зареждане, особено по време на бой.
- Трудно изваждане на патроните за експлоатация в друго оръжие от същия калибър (например, да се зареди винтовката Мосин-Наган от кутия за картечницата „Максим“).
- Възможност за заклиниване и разкъсване на лентата.

## В масовата култура

### В киното
- Брат 2 – за Картечницата на Максим калибър 7,62x54 mm. ((ru))

### В компютърните игри
- Call of Duty 2 – за картечницата Браунинг M1919 (в мисията „Форсиране на Рейн“), калибър 7,62x63 mm. ((ru))
- Call of Duty: Modern Warfare 2 – за картечницата M134 Minigun (в мисията „Музей“), калибър 7,62x51 mm. ((ru))

## Галерия
- Израелската картечница „Негев“ с патронна кутия
- Ръчна картечница Дегтярьов. Лентата е съставена от две парчета по 50 патрона и се намира в кругла кутия, поставяна отдолу на оръжието.